# King Hussein International Airport
King Hussein International Airport (engelska: Aqaba Airport, arabiska: مطارالملك الحسين الدولي) är en flygplats i Jordanien.   Den ligger i guvernementet Akaba, i den sydvästra delen av landet, 280 km söder om huvudstaden Amman. King Hussein International Airport ligger 53 meter över havet.
Terrängen runt King Hussein International Airport är varierad. Runt King Hussein International Airport är det ganska glesbefolkat, med 21 invånare per kvadratkilometer. Närmaste större samhälle är Akaba, 9,5 km söder om King Hussein International Airport. Trakten runt King Hussein International Airport är ofruktbar med lite eller ingen växtlighet.